# Tanga
Tanga je vrsta donjeg rublja ili kupaćeg kostima.
Originalno, riječ tanga potiče iz jezika angolskog plemena kimbundu, čiji su pripadnici nosili ovaj komad odjeće. U portugalski jezik ovu riječ donijeli su angolski robovi, a iz portugalskog, prešla je u ostale jezike i postala internacionalna riječ.
| Model    | Strana                    | Strana                  | Strana             |
| -------- | ------------------------- | ----------------------- | ------------------ |
| Model    | Konopci                   | Mašna                   | Bez konopaca       |
| T-string |                           | Underwear - string back |                    |
| G-string | Underwear - triangle back |                         |                    |
| V-string | Underwear - V back        |                         |                    |
| C-string |                           |                         | Underwear - C back |